# Lista das maiores cidades da Ucrânia
Nome de cidades que estão em negrito são capitais de seus oblasts. Esta é uma lista de cidades que pertencem a Ucrânia, incluindo os territórios ocupados pela Rússia e as regiões autônomas da Crimeia e os oblasts de Donetsk e Lugansk. Os dados da população foram extraídos da estimativa populacional do ano de 2022.

## Lista

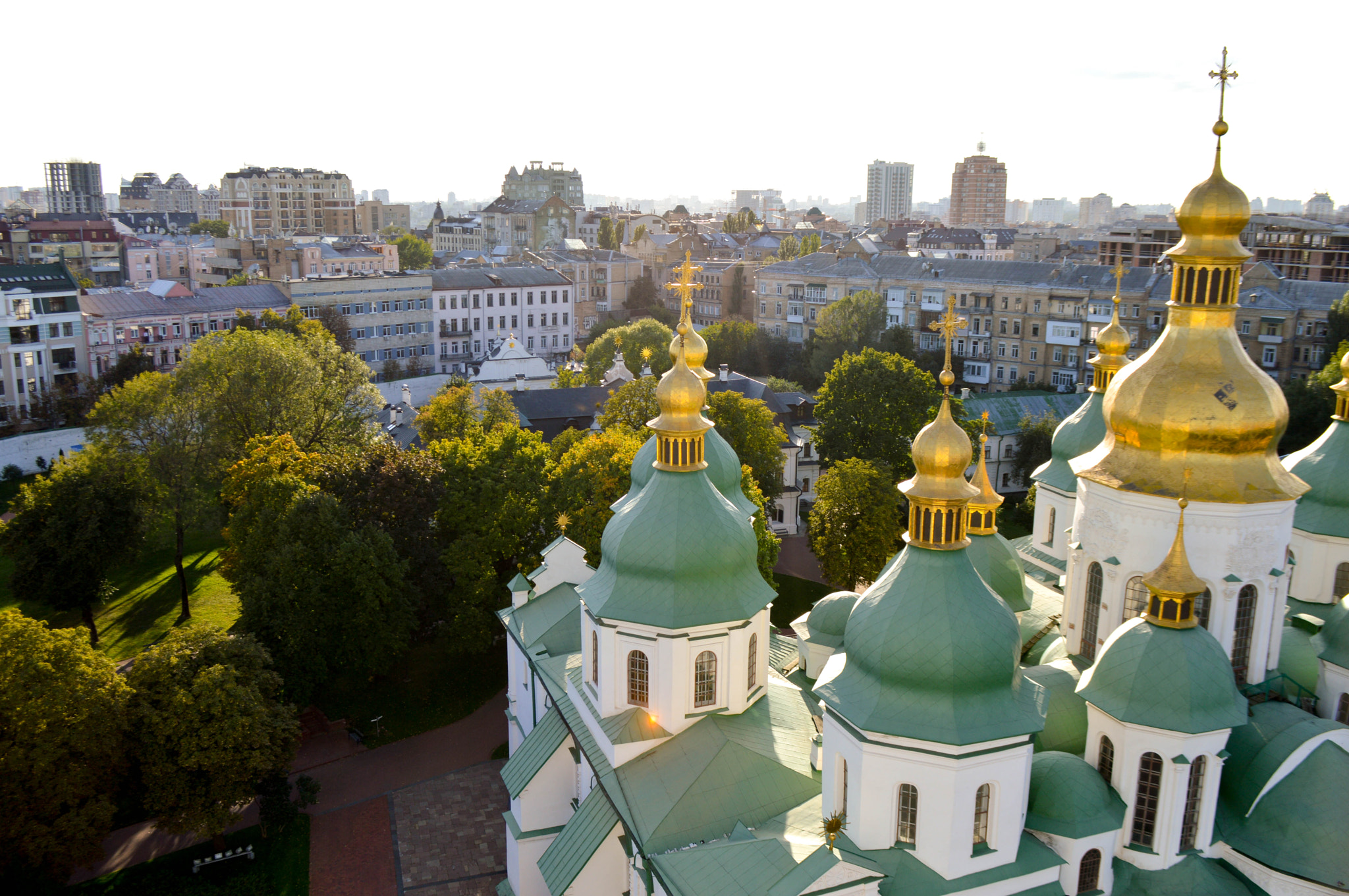
Quieve, capital e maior cidade da Ucrânia.

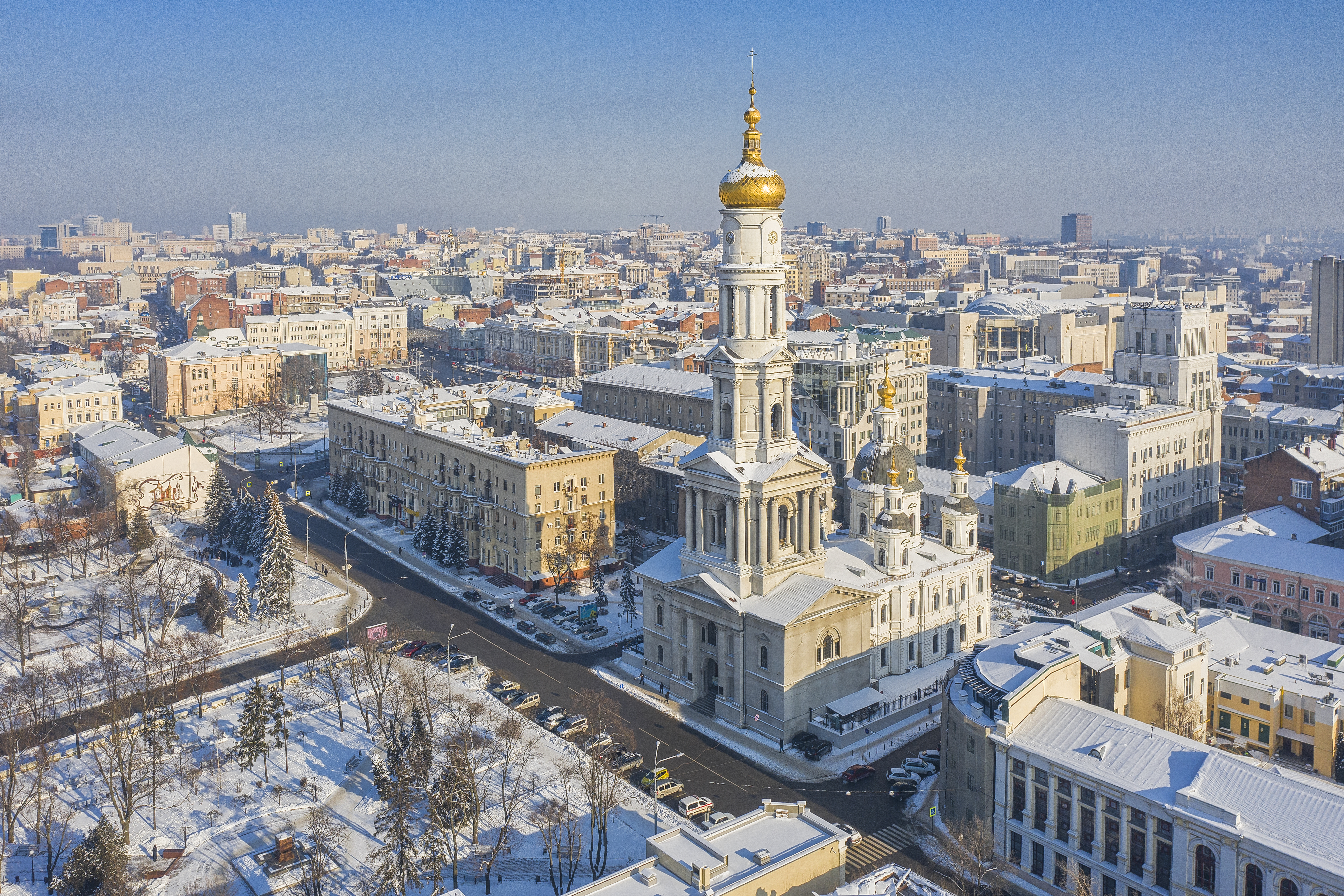
Carcóvia (Kharkiv) é a 2ª maior cidade da Ucrânia e a maior da parte oriental.

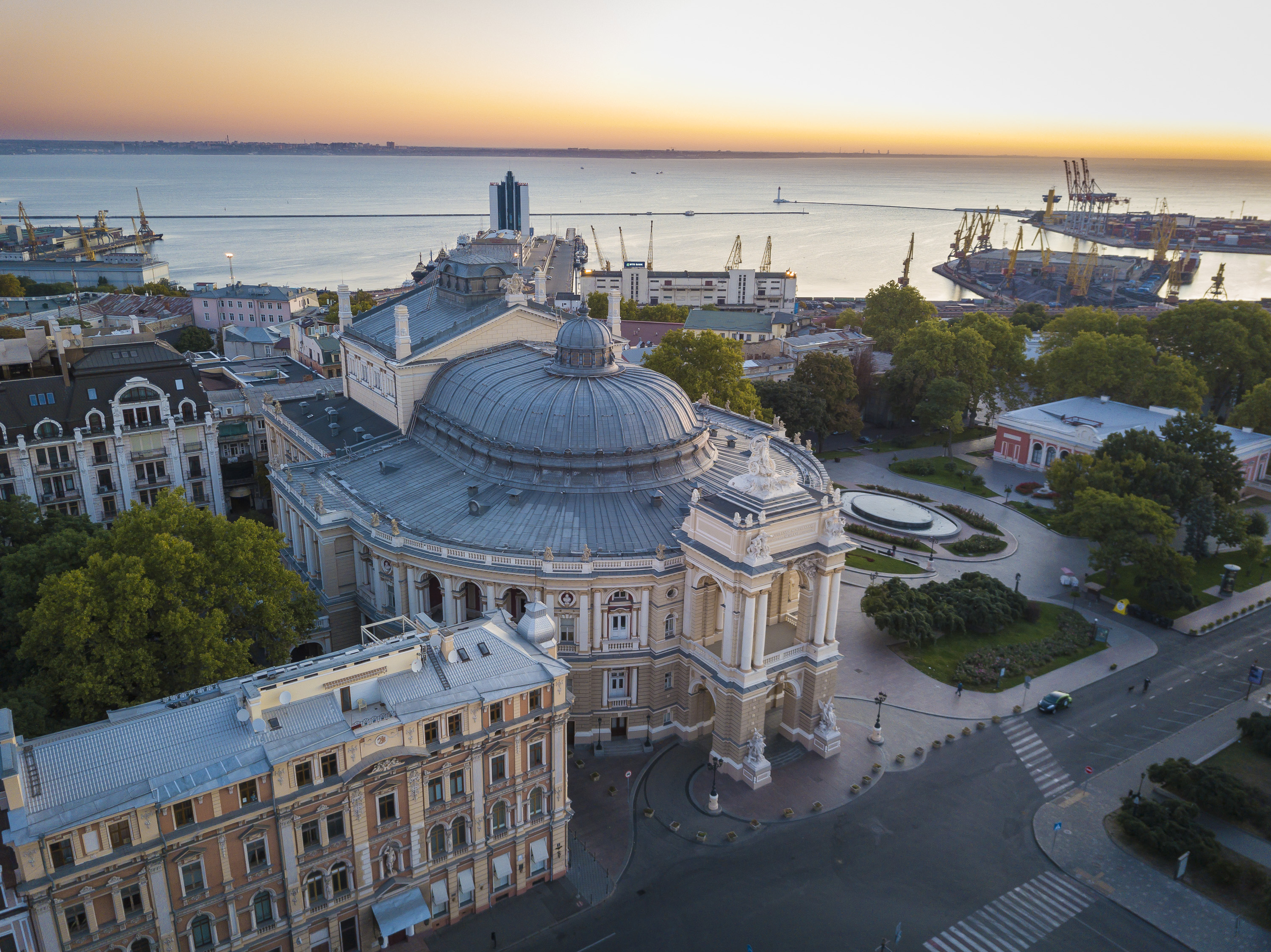
Odessa, 3ª maior cidade da Ucrânia e a maior cidade costeira do país.

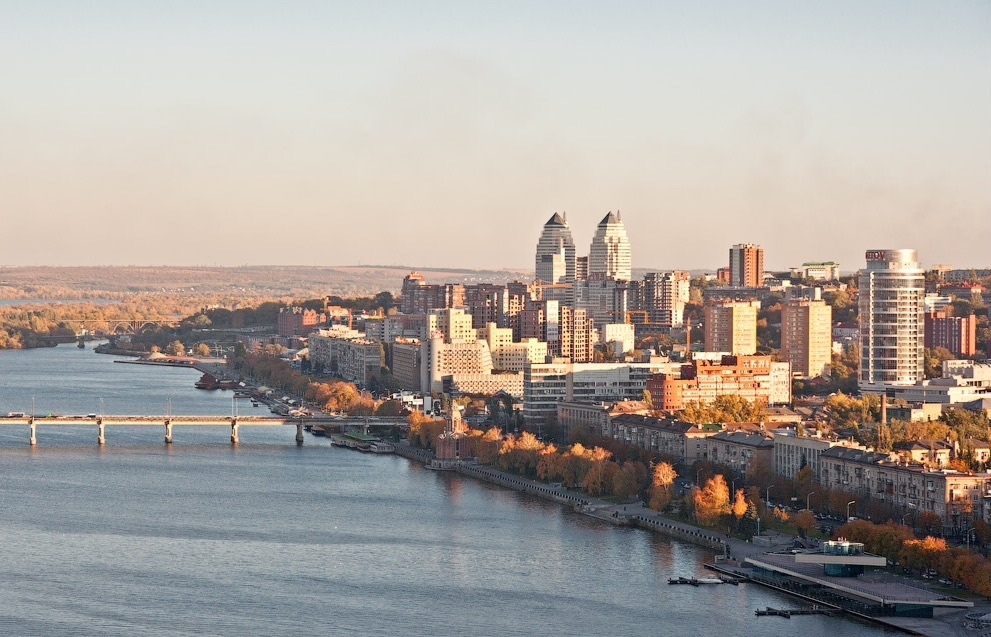
Dnipro, 4ª maior cidade da Ucrânia.

| Pos. | Cidade                           | População (2022) | Oblast          |
| ---- | -------------------------------- | ---------------- | --------------- |
| 1    | Quieve Київ                      | 2.952.301        | Independente    |
| 2    | Carcóvia Харків                  | 1.422.125        | Kharkiv         |
| 3    | Odessa Одеса                     | 1.010.537        | Odessa          |
| 4    | Dnipro Дніпро                    | 968.502          | Dnipropetrovsk  |
| 5    | Donetsk Донецьк                  | 901.645          | Donetsk         |
| 6    | Lviv Львів                       | 717.273          | Lviv            |
| 7    | Zaporíjia Запоріжжя              | 710.052          | Zaporizhzhia    |
| 8    | Kryvy Rih Кривий Ріг             | 603.904          | Dnipropetrovsk  |
| 9    | Micolaíve Миколаїв               | 470.011          | Mycolaiv        |
| 10   | Mariupol Маріуполь               | 425.681          | Donetsk         |
| 11   | Lugansk Луганськ                 | 397.677          | Luhansk         |
| 12   | Sebastopol Севастополь           | 393.304          | independente    |
| 13   | Vinítsia Вінниця                 | 369.739          | Vinítsia        |
| 14   | Makeevka Макіївка                | 338.968          | Donetsk         |
| 15   | Simferopol Сімферополь           | 332.317          | Crimeia         |
| 16   | Cherniguive Чернігів             | 282.747          | Chernihiv       |
| 17   | Poltava Полтава                  | 279.593          | Poltava         |
| 18   | Quérson херсон                   | 279.131          | Quérson         |
| 19   | Khmelnytsky Хмельницький         | 274.452          | Khmelnytski     |
| 20   | Chercássi Черкаси                | 269.836          | Cherkasy        |
| 21   | Tchernivtsi Чернівці             | 264.298          | Chernivitsi     |
| 22   | Jitomir Житомир                  | 261.624          | Zhytomyr        |
| 23   | Sume Суми                        | 256.474          | Sumy            |
| 24   | Rivne Рівне                      | 243.873          | Rivne           |
| 25   | Horlivka Горлівка                | 239.828          | Donetsk         |
| 26   | Ivano-Frankivsk Івано-Франківськ | 238.196          | Ivano-Frankivsk |
| 27   | Kamianske Кам'янське             | 226.845          | Dnipropetrovsk  |
| 28   | Ternopil Тернопіль               | 225.004          | Ternopil        |
| 29   | Kropyvnytsky Кропивницький       | 219.676          | Quirovogrado    |
| 30   | Lutsk Луцьк                      | 215.271          | Volínia         |